# Constance Wilhelmine de Saint-Priest
Constance Wilhelmine de Saint-Priest, född 7 maj 1752, död 12 februari 1807 i Stockholm, var en fransk grevinna, aktiv i Sverige som spion och diplomat.  
Hon var dotter till greve Wilhelm Moritz Heinrich von Ludolf, Neapels ambassadör i Osmanska riket, och Catherine Chabert, och gifte sig med Frankrikes ambassadör i Osmanska riket, greve François-Emmanuel Guignard de Saint-Priest, i Istanbul i oktober 1774.
Paret de Saint-Priest hade emigrerat till Sverige under franska revolutionen, där de deltog i societetslivet och ofta besökte hovet. Sommaren 1794 blev makarna förvisade från hovet på Drottningholm eftersom de tog emot pengar från Ryssland och ryktades vara farliga ryska spioner. Våren 1796 anlitades de Saint-Priest för ett diplomatiskt uppdrag. Vid denna tidpunkt rådde oro i Sverige för ett ryskt anfall, då man observerades att det rådde truppsamlingar vid ryska gränsen och Katarina den stora var upprörd över att Gustav IV Adolf hade förlovats med Lovisa Charlotta av Mecklenburg-Schwerin i stället för en rysk storfurstinna. Förmyndarregeringen under Gustaf Adolf Reuterholm försökte därför förhandla med den ryske ambassadören i Sverige, general baron Andrej Eberhard von Budberg, men detta lyckades inte. Genom den spanske ambassadören anlitade man de Saint-Priest till att övertala Budberg till förhandlingar med Sverige: orsaken var hennes kontakter med Ryssland. Hon lyckades med uppdraget och Budberg gick med på ett möte med svenska regeringens representant, Hans Henric von Essen. Förhandlingarna ägde rum i hennes våning och var framgångsrika. Vid Gustav IV Adolfs avresa till Ryssland inför det tilltänkta äktenskapet med Alexandra Pavlovna av Ryssland senare samma år antydde de Saint-Priest att det var tack vare henne som Rysslands hot mot Sverige hade avvärjts genom en äktenskapsallians mellan Sverige och Ryssland. Efter avslutat uppdrag återfick de Saint-Priest och hennes make rätten att besöka svenska hovet, och hennes älskare, Aminoff, fick en välavlönad tjänst som adjutant hos kungen.  